# Indukce poptávky
Indukce poptávky je fenomén, při kterém se po zvýšení nabídky zvedne také poptávka. Platí v mnoha oborech, jak v ekonomii při obchodech, tak například v dopravě, což se nazývá dopravní indukce. Může přispívat jak k pozitivním, tak k negativním jevům. V urbanismu způsobuje například vytváření sídelních kaší (satelitů) za městy. Opakem je redukce poptávky, kdy se při snížení nabídky sníží i poptávka. Pokud se například uberou pruhy na silnici, část dopravy „zmizí", protože lidé tomu přizpůsobí své chování – zváží potřebu jízdy, pojedou mimo dopravní špičku či si vyberou jiný způsob dopravy.